# Menemerus fagei
Menemerus fagei là một loài nhện trong họ Salticidae.
Loài này thuộc chi Menemerus. Menemerus fagei được Lucien Berland & Millot miêu tả năm 1941.